# A Mãe da Noiva
Mother of the Bride (bra/prt: A Mãe da Noiva) é um filme de comédia romântica americano de 2024 dirigido por Mark Waters e escrito por Robin Bernheim. Ela é estrelada por Brooke Shields, Miranda Cosgrove, Sean Teale, Chad Michael Murray, Rachael Harris e Benjamin Bratt.
Após um ano em Londres, Emma retorna à sua mãe, Lana, com a notícia de seu casamento em um resort em Phuket, Tailândia, em um mês. O noivo, RJ, é filho de Will, antigo amor de Lana. A revelação adiciona complexidade à situação, desencadeando uma série de reações emocionais em Lana, que enfrenta dilemas morais e conflitos internos. A história promete explorar os desafios de confrontar o passado enquanto se navega pelo presente em meio a complexidades familiares.
O filme foi lançado na Netflix em 9 de maio de 2024.

## Elenco
- Brooke Shields como Lana
- Miranda Cosgrove como Emma
- Benjamin Bratt como Will
- Rachael Harris como Janice
- Sean Teale como RJ
- Chad Michael Murray como Lucas
- Michael McDonald como Clay
- Wilson Cruz como Scott
- Tasneem Roc como Camala
- Dalip Sondhi como Harle

## Produção
Em fevereiro de 2023, a Netflix anunciou um filme de comédia romântica escrito por Robin Bernheim e dirigido por Mark Waters estava em pré-produção. Brooke Shields, Miranda Cosgrove, Benjamin Bratt, Chad Michael Murray, Rachael Harris, Sean Teale, Wilson Cruz, Michael McDonald, Tasneem Roc e Dalip Sondhi foram adicionados ao elenco. A Fotografia principal começou em abril de 2023 em Phuket, Tailândia.

## Lançamento
Mother of the Bride foi lançado na Netflix em 9 de maio de 2024.

## Recepção
No site agregador de críticas Rotten Tomatoes, 17% das 30 resenhas dos críticos são positivas, com uma classificação média de 3,3/10. O Metacritic, que usa uma média ponderada, atribuiu ao filme uma pontuação de 39 em 100, baseado em 12 críticos, indicando críticas "geralmente desfavoráveis".
Benjamin Lee do The Guardian marcou o filme com um resultado de dois em cinco, escrevendo: "É um pequeno corte acima de quão ruins essas coisas podem ser, mas não o suficiente para orientá-lo para algo que mereça toda a sua atenção. Jennifer Green, que analisou o filme para Common Sense Media, deu ao filme uma pontuação de três em cinco.